# Manfred Cibura
Manfred Cibura (* 5. November 1959 in Brühl) ist ein deutscher Schriftsteller.

## Leben
Cibura wurde 1959 in Brühl geboren. Dort lebt er auch heute noch. Er ist verheiratet und hat 2 Töchter.
Zeit- und gesellschaftskritische Themen sind zentrale Elemente seiner schriftstellerischen Arbeiten.
In seinem Erstlingswerk Heiliges Blech schildert er den Unfalltod einer jungen Frau. Diese Publikation mündete in eine bundesweite Zusammenarbeit mit unterschiedlichen Akteuren in der Verkehrsunfallprävention. Gefördert und unterstützt durch das Ministerium für Infrastruktur und Landwirtschaft des Landes Brandenburg hat das "Netzwerk Verkehrssicherheit Brandenburg mit Ausschnitten aus dieser Erzählung in 2010 ein Hörbuch produziert, das neben dem Buch im Rahmen der Verkehrsunfallprävention an Schulen des Landes Brandenburg eingesetzt wird.
Die soziale Sprengkraft der Kluft zwischen Arm und Reich ist der Stoff des Kriminalromans Lautlos nach unten. Sein Buch Rudi stand auf ist die Geschichte eines Neuanfangs.

## Werke

### Bücher
- Heiliges Blech. Erzählung. Triga – Der Verlag, Gelnhausen 2006, ISBN 3-89774-476-7.
- Lautlos nach unten. Roman. Geest-Verlag, Vechta-Langförden 2015, ISBN 978-3-86685-456-7.
- Rudi stand auf. Erzählung. Geest-Verlag, Vechta-Langförden 2022, ISBN 978-3-86685-887-9.

### Kurzgeschichten
- Ohne Dich. In: Olaf Bröcker, Alfred Büngen (Hrsg.): Noch immer willst du nicht verweilen: Zwischen Heimat und Fremde. Geest-Verlag, Vechta-Langförden 2018, ISBN 978-3-86685-710-0.
- Pilou. In: Inge Witzlau, Alfred Büngen (Hrsg.): Drachenreiten und andere Geschichten. Geest-Verlag, Vechta-Langförden 2020, ISBN 978-3-86685-781-0.